# Rawer (Sem-Priester)
Rawer war ein hoher altägyptischer Beamter der 5. Dynastie.
Rawer ist vor allem von seinem großen Mastabakomplex in Gizeh bekannt (G 8988). Aus der Grabanlage stammt auch eine kurze biographische Inschrift, die Rawer unter König Neferirkare datiert. Daneben ist das Grab auch wegen der hohen Anzahl von Statuen bekannt, die sich hier fand. Rawer trug verschiedene Titel, die meist religiöser Natur sind. Er war zum Beispiel Sem-Priester, Vorlesepriester (H̱rj-ḥ3bt = Cheri-habet), Priester der Nechbet. Sein wichtigster Titel war allerdings Friseur des Königs. Sein Vater hieß Ities; seine Mutter Hetepheres. Zwei Kinder sind namentlich überliefert: Rawer und Hetepheres. Der Name seiner Gemahlin ist nicht erhalten.
Rawer ist vor allem wegen seiner kurzen biographischen Inschrift berühmt. Die Inschrift berichtet, dass Rawer bei einem königlichen Ritual über einen Zeremonialstab des Königs Neferirkare stolperte. Der Herrscher reagierte darauf positiv und meinte, dass alles in Ordnung sei. Das Ereignis wurde aufgezeichnet und die Urkunde mit dem Bericht des Vorfalls wurde im Palast deponiert.
Rawer ist vielleicht auch im Totentempel von König Sahure dargestellt.